# Since I’ve Been Loving You
«Since I’ve Been Loving You» (с англ. — «С тех пор, как я тебя полюбил») — четвёртая песня из третьего студийного альбома британской рок-группы Led Zeppelin, Led Zeppelin III.

## История создания
Песня «Since I’ve Been Loving You» стала одной из первых, записанных для этого альбома. Группа начала сочинять композицию ещё во время подготовки к выпуску Led Zeppelin II, но была слишком занята работой над Whole Lotta Love, и вернулась к этой песне позже. В процессе студийной записи композиции приём наложения был использован в совсем небольшом объёме, и по словам гитариста Джимми Пэйджа, «Since I’ve Been Loving You» оказалась самой сложной для записи из всех песен альбома. При всём этом техническая сложность исполнения дополнялась сильным чувством самокритичности, присущей участникам группы. Вместе с тем, известное гитарное соло песни в своём окончательном варианте было записано Пэйджем с первой попытки, а звукорежиссёр группы Терри Мэннинг впоследствии сказал, что считает это соло лучшим в истории.
При записи композиции клавишник и басист Led Zeppelin, Джон Пол Джонс, играл на органе Хаммонда, а для басовых партий использовал бас-педали.
При внимательной прослушке песни слышно, что педали бас-барабана Бонэма «Ludwig L201 Speed King» издают побочный скрипящий звук, похожий на писк (из-за чего, собственно, эта модель получила название «Король писка»), и Пэйдж в одном из своих интервью сказал, что этот нюанс стал единственным недостатком, который он заметил в песне при подготовке к выпуску альбома, пошутив, что каждый раз, слушая её, писк ему кажется всё более назойливым и громким. В свою очередь, Плант отмечал, что «Since I’ve…» была довольно сложна и в плане исполнения вокала — требуемое звучание голоса, в том числе эмоциональная окраска, было достигнуто после множества неудавшихся проб.

## Концертные версии
«Since I’ve Been Loving You» быстро стала одной из самых любимых песен фанатов Led Zeppelin, и часто исполнялась группой на протяжении практически всех дальнейших музыкальных турне, за исключением североамериканского тура 1975-го (причиной тому была травма безымянного пальца, полученная Пэйджем перед самым началом тура и мешавшая должным образом играть соло). Особенно популярной медленная блюз-роковая композиция стала среди женской половины любителей творчества группы. Примечательно, что впервые концертное исполнение песни состоялось ещё до её официального выхода на пластинке — на известном выступлении 9 января 1970 года в Альберт-холл, и тогда она, ещё не обретя своего окончательного вида, имела значительные отличия в построении, в частности, при игре клавишных (отсутствовали партии Джонса на органе Хаммонда). Начиная же с 1977 года, вступительная часть композиции иногда могла открываться гитарным соло из Tea for One (песни, в музыкальной составляющей написанной именно по мотивам «Since I’ve…»). И в целом, «Since I’ve Been Loving You», как и большинство остальных песен группы, входивших в концертные программы, едва ли не при каждом новом исполнении претерпевала определённые изменения, подтверждая репутацию участников Led Zeppelin как талантливых импровизаторов своего творчества. Наибольшие изменения, в сравнении со студийной версией, касались как раз гитарного соло, структура которого осложнялась и дополнялась новыми элементами. Одной из самых известных концертных версий песни является шоу в Нью-Йоркском Мэдисон-сквер-гарден в июле 1973 года.

## Стиль и критика
«Since I’ve Been Loving You» остаётся в числе самых известных песен Led Zeppelin, и в полной мере отражает увлечённость группы блюзом. Несмотря на то, что это одна из немногих композиций альбома, сыгранных не на акустике, медленный и спокойный темп песни сохраняют его общий позитивный настрой и придают романтическую составляющую. После выхода композиции в свет, однако, неоднократно отмечалось, что некоторые детали в ней в той или иной степени были заимствованы у группы Moby Grape, а точнее — её песни «Never», выпущенной ещё в 1968. В частности, наиболее схожа начальная часть (гитарная нота и последующий ритм ударных) и первые строки текста. С другой стороны, Роберт Плант не скрывал, что творчество этой группы оказало заметное влияние на деятельность ранних Led Zeppelin.
| Издание      | Страна         | Список                             | Год  | Место |
| ------------ | -------------- | ---------------------------------- | ---- | ----- |
| Zounds       | Германия       | «The Top 30 Songs of All Time»     | 1992 | 16    |
| Mojo         | Великобритания | «100 Great Voices»                 | 1994 | *     |
| Guitarist    | Великобритания | «Top 100 Guitar Solos of All-time» | 1998 | 8     |
| Guitar World | США            | «100 Greatest Solos of All-time»   | 1998 | 53    |
| Q            | Великобритания | «1010 Songs You Must Own!»         | 2004 | *     |

(*) неранжированный список.

## Позднейшие исполнения
Песня неоднократно исполнялась и после распада Led Zeppelin — как самими участниками группы, так и многими другими исполнителями в качестве кавера. В частности, в 1994 году она прозвучала в рамках концертного альбома Пэйджа и Планта «No Quarter: Jimmy Page and Robert Plant Unledded». Ранее, в 1988, Плант использовал семпл из композиции для записи новой песни «White, Clean and Neat» в рамках сольного альбома «Now and Zen», а в 2008 «Since I’ve…» была спета группой Europe на концерте в Стокгольме.

## Участники записи
- Роберт Плант — вокал
- Джимми Пэйдж — автор слов; гитара
- Джон Пол Джонс — клавишные
- Джон Бонэм — ударные